# Pihlajasaari
Pihlajasaari es una isla en Helsinki, la capital de Finlandia.
Pihlajasaari en realidad se compone de dos islas conectadas por un puente. Las islas sólo son accesibles por barco, y en verano hay un barco de pasajeros operado por privados y que viaja entre Kaivopuisto y Pihlajasaari cada par de horas.
Pihlajasaari es una isla al aire libre sin residencias permanentes. Es sobre todo un lugar de vacaciones. Una de las dos islas ofrece grandes playas para nadar y tomar el sol, y su propio restaurante.